# جيريمي إيرفين
جيريمي ويليام فريدريك سميث (بالإنجليزية: Jeremy Irvine)‏ (ولد في 1 يوليو 1990) المعروف باسم جيريمي إيرفين، ممثل إنجليزي

## روابط خارجية
- جيريمي إيرفين على موقع IMDb (الإنجليزية)
- جيريمي إيرفين على موقع ألو سيني (الفرنسية)
- جيريمي إيرفين على موقع ميوزك برينز (الإنجليزية)
- جيريمي إيرفين على موقع تيرنر كلاسيك موفيز (الإنجليزية)
- جيريمي إيرفين على موقع أول موفي (الإنجليزية)
- جيريمي إيرفين على موقع قاعدة بيانات الأفلام السويدية (السويدية)
- جيريمي إيرفين على موقع قاعدة بيانات الفيلم (الإنجليزية)
- جيريمي إيرفين على موقع كينوبويسك (الروسية)